# Oda Maria Hove Bogstad
Oda Maria Hove Bogstad (* 24. April 1996 in Moi, Norwegen) ist eine norwegische ehemalige Fußballtorhüterin. Die Torfrau spielte zuletzt bei unterklassigen Vereinen als Feldspielerin und erzielte dabei auch Tore.

## Karriere

### Vereine
Bogstad begann mit dem Fußballspielen, weil ihr Vater Trainer war und auch ihre ältere Schwester Fußball spielt. Kurz vor ihrem 18. Geburtstag spielte sie erstmals in der 3. Division bei Tonstad IL, wechselte aber noch im selben Jahr zu Klepp IL, wo sie zunächst in der U-16- und U-19-Mannschaft sowie der 2. und 3. Mannschaft in der 2. und 3. Division spielte. Dabei erzielte sie in ihrem ersten Spiel für die U-16-Mannschaft sogar ein Tor. Ab 2014 spielte sie auch in der ersten Mannschaft in der Toppserien. 2017 wurde sie an den Ligakonkurrenten Amazon Grimstad ausgeliehen, wo sie zwölf Spiele bestritt. 2017 war sie dann Stammtorhüterin bei Klepp, wechselte danach aber zum Aufsteiger Lyn Oslo, wo sie es auf 12 Einsätze in der Liga brachte. Als Tabellenvorletzter musste der Verein in die Relegation gegen den Zweiten der 1. Division Grei Kvinner. Bei zwei Siegen ohne Gegentor (1:0 und 4:0) half sie noch mit die Klasse zu erhalten, wechselte danach aber zu Arna-Bjørnar. Hier kam sie in 19 von 22 Spielen zum Einsatz und vermied mit dem Verein als Neunter die Abstiegs-Relegation. Seit 2020 spielt sie für Sandviken IL.

### Nationalmannschaft
Bogstad  durchlief die norwegischen Juniorinnenmannschaften und bestritt mit der U-17- und U-19-Mannschaft je ein Qualifikationsspiel zu den Europameisterschaften der Altersklasse, war aber nie Stammtorhüterin. Mehr Spiele bestritt sie mit der U-23-Mannschaft, zuletzt am 9. April 2019. 2017 wurde sie erstmals für die A-Nationalmannschaft nominiert, u. a. für die EM 2017, kam dort aber nicht zum Einsatz. Am 2. Mai wurde sie als dritte Torhüterin und einzige Spielerin ohne A-Länderspiel für die WM 2019 nominiert, wo sie nicht zum Einsatz kam.